# Персизмы
Перси́змы (от лат. Persiа — Персия, древнее название Ирана) — слово или выражение, заимствованное или происходящее из персидского языка, частный случай иранизма или, шире, ориентализма. Пласты персизмов несколькими волнами проникли в языки многих народов Евразии, часто многоступенчато, то есть через посредство других неиранских языков (арабских, тюркских). С другой стороны и сам персидский язык после периода исламизации Ирана стал проводником многих арабизмов далее на север и восток.

## История
Доисламский древнеперсидский язык оказал влияние на лексику армянского языка. Современный персидский возник как продолжение среднеперсидского языка в эпоху исламизации Ирана после арабского завоевания и испытал сильное воздействие арабского языка и мусульманской культуры. После исламизации Ирана многочисленные персизмы проникли во многие семитские, тюркские, индоарийские, нахско-дагестанские языки. Персизмы в современном арабском языке трудно отнести к какой-либо определённой тематике: например, помимо понятий городского быта в арабский перешло также немалое количество названий растений и животных из персидского. Персидский оказал первостепенное влияние на формирование языка урду. В меньшем количестве имеются они и в некоторых славянских языках, в том числе и в русском: джейран, чинара, базар, майдан, арбуз, чемодан, сарафан, диван, тур, бахча, душман, Навруз, имена Салим, Набат и др.). Персизмы в балканские языки проникли через посредство турецкого.
Персидский язык в средние века пользовался огромным престижем среди сельджукской знати: при его непосредственном влиянии возник и развивался турецко-османский язык Анатолии. В ряде языков, например в современных турецком и болгарском, после волны пуризма начала XX века, количество персизмов (которые в болгарском фактически также являются и тюркизмами) несколько снизилось. Однако в пределах же границ современного Ирана процесс насыщения местных тюркских языков (азербайджанского и туркменского) персизмами продолжается ввиду традиционно низкого престижа тюркских языков в Иране. В тюркских языках народов Средней Азии и в Азербайджане персизмы часто являются результатом субстратных влияний со стороны ираноязычного населения, которое подверглось постепенной тюркизации в средние века и новое время.